# Lisówkowate
Lisówkowate (Hygrophoropsidaceae Kühner) – rodzina grzybów z rzędu borowikowców (Boletales).

## Systematyka
Pozycja w klasyfikacji według Index Fungorum: Hygrophoropsidaceae, Boletales, Agaricomycetidae, Agaricomycetes, Agaricomycotina, Basidiomycota, Fungi.
Według Index Fungorum bazującego na Dictionary of the Fungi do rodziny Hygrophoropsidaceae należą rodzaje:
- Hygrophoropsis (J. Schröt.) Maire ex Martin-Sans 1929 – lisówka
- Leucogyrophana Pouzar 1958 – strocznica

Nazwy polskie według W. Wojewody z 2003 r.